# Chailly-en-Brie
Chailly-en-Brie är en kommun i departementet Seine-et-Marne i regionen Île-de-France i norra Frankrike. Kommunen ligger i kantonen Coulommiers som tillhör arrondissementet Meaux. År 2022 hade Chailly-en-Brie 1 557 invånare.

## Befolkningsutveckling
Antalet invånare i kommunen Chailly-en-Brie
| Referens: INSEE |